# Tiles of Fate
Tiles of Fate is een videospel voor het platform Nintendo Entertainment System. Het spel werd uitgebracht in 1990. De bedoeling van dit strategie- en puzzelspel is alle stenen binnen een bepaalde tijd te verwijderen. Het is ook mogelijk een eigen puzzel te ontwerpen met dit spel.

## Ontvangst
| Beoordeeld door | Datum            | Score |
| --------------- | ---------------- | ----- |
| NES Archives    | 11 augustus 2002 | 75%   |
| VideoGame       | oktober 1991     | 60%   |
| All Game Guide  | 1998             | 60%   |